# Międzynarodowa Rada Muzeów
Międzynarodowa Rada Muzeów (ang. International Council of Museums, ICOM) – międzypaństwowa, pozarządowa organizacja muzeów, utworzona w roku 1946 przy wsparciu UNESCO w celu reprezentacji interesów muzeów.
ICOM składa się z 118 komitetów narodowych i 30 międzynarodowych komitetów specjalistycznych. Siedzibą sekretariatu generalnego jest Paryż. ICOM posiada około 26 tysięcy członków w 151 krajach. Językami oficjalnymi są francuski, angielski i hiszpański.
Siedzibą Polskiego Komitetu Narodowego Międzynarodowej Rady Muzeów ICOM jest Muzeum Pałacu Króla Jana III w Wilanowie.
Obowiązki Przewodniczącego Polskiego Komitetu Narodowego pełni od 2019 roku dr Piotr Rypson.